# 瓦列里·哈通
瓦列里·卡尔洛维奇·哈通（羅馬化：Veleriy Karlovich Gartung；1960年11月12日—）是俄罗斯政治家，自1997年起担任国家杜马议员。

## 生平
哈通于1960年11月12日出生于车里雅宾斯克州科佩伊斯克的一个矿工家庭。他的父亲具有德裔血统，母亲是埃特库尔哥萨克，养育了三个孩子。
1983年，他毕业于南乌拉尔国立大学汽车工程系，获得机械工程学位（荣誉）。自1983年以来，他在车里雅宾斯克铁匠压机厂担任机械师、师傅、高级师傅、现场负责人。自1988年起，他担任“Leader”合作社（生产运动器材和汽车零配件）主席，1992年起担任保险公司“AMESK”的总经理。1996年至1997年担任JSC“车里雅宾斯克锻造和冲压厂”总经理。
1997年，他创立了“瓦莱里·加通儿童慈善基金”，由他的妻子玛丽娜·哈通领导。

## 制裁
哈通于2022年因俄乌战争而受到加拿大和英国政府制裁。